# Dorfkirche Baitz

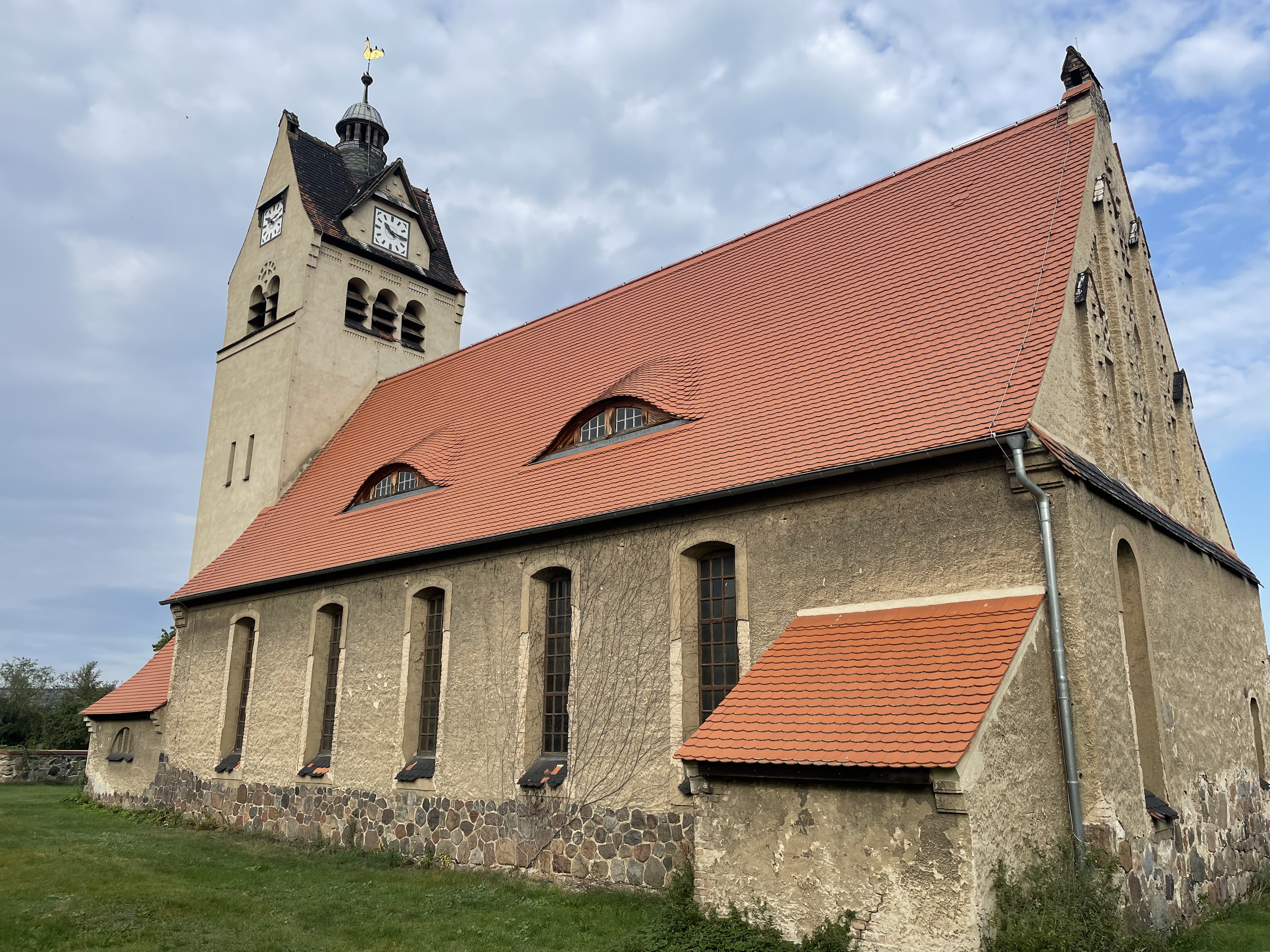
Dorfkirche Baitz

Die evangelische Dorfkirche Baitz ist eine Saalkirche in Baitz, einem Ortsteil der Stadt Brück im Landkreis Potsdam-Mittelmark im Land Brandenburg. Die Kirchengemeinde gehört zum Kirchenkreis Mittelmark-Brandenburg der Evangelischen Kirche Berlin-Brandenburg-schlesische Oberlausitz.

## Lage
Die Kreisstraße 6928 führt von Nordwesten kommend in südlicher Richtung durch den Ort. Das Bauwerk steht am südöstlichen Ende des Dorfes und dort westlich der Straße auf einem Grundstück mit einem Kirchfriedhof, der mit einer Mauer aus unbehauenen und nicht lagig geschichteten Feldsteinen eingefriedet ist.

## Geschichte
Der Bau entstand in den Jahren 1912/1913 unter Einbeziehung mindestens eines romanischen Vorgängerbaus. Experten vermuten auf Grund der lagig geschichteten Feldsteine, dass mit dem Bau einer Kirche bereits gegen Ende des 12. Jahrhunderts begonnen worden sein könnte. Dabei dürfte es sich um einen dreiteiligen Bau mit Kirchenschiff, Chor und Apsis gehandelt haben, dessen Gesamtlänge in etwa der des heutigen Rechteckbaus entsprochen haben könnte. Das Bauwerk dürfte im Schiff je vier Fenster an der Nord- und Südseite besessen haben, der Chor jeweils zwei, während in der Apsis vermutlich drei Fenster vorhanden waren. Der Kirche gehörte im Jahr 1506 ein Morgen Wiese. Sie war bis vor 1530 Tochterkirche von Belzig. Bei einer Visitation im Jahr 1530 war sie jedoch nicht mehr vorhanden. Das Kirchenpatronat lag zu dieser Zeit beim Kurfürsten bzw. beim Fiskus. Dem Pfarrer stand im genannten Jahr eine Hufe zu. Er erhielt außerdem als Zehnten 78 Scheffel Hartgetreide, 8 Scheffel Hafer und 8 Fuder Heu Wiesenwachs. Der Küster besaß ein Haus mit Garten und erhielt 30 Scheffel Roggen sowie 69 Brote. Baitz kam als Tochterkirche zu Schwanebeck. In den folgenden Jahren muss die Kirche wieder aufgebaut worden sein. Dabei wurden der ursprünglich eingezogene Chor und die Apsis abgebrochen und das Schiff wurde nach Osten hin verlängert. Handwerker nutzten die dabei anfallenden Ziegel, um die Gewände an der Nordseite der Fenster zu errichten. Doch bereits 1547 wurde Baitz im Zuge des Spanischen Erbfolgekriegs weitgehend zerstört, darunter auch die Kirche. Es erfolgte ein erneuter Aufbau. Im Jahr 1575 besaß der Pfarrer nach wie vor eine Hufe, außerdem 1 Dreißig Guten, 10 Mandeln Weizen, 36 Mandeln Roggen und 12 Mandeln Gerste als den Zehnten. Der Küster erhielt 30 Scheffel 1 Metzen Korn und 20 Brote. Bis 1591 war der Besitz der Kirche auf sieben Morgen Wiese angewachsen. Im Dreißigjährigen Krieg wurde auch diese Kirche 1636 zerstört und erst 1661 wiederaufgebaut. Experten vermuten, dass die Kante eines zugesetzten Fensters auf der Nordseite aus dieser Zeit stammt.
Ein grundlegender Neubau fand in den Jahren 1912/1913 durch Conrad Dammeier statt. Er bezog dabei die Reste einer Feldsteinmauer sowie das Rundbogenportal auf der Nordseite mit ein. Der Westturm wurde verändert, und im Osten entstand ein Blendengiebel. Im Jahr 1991 erfolgte eine Sanierung.

## Baubeschreibung

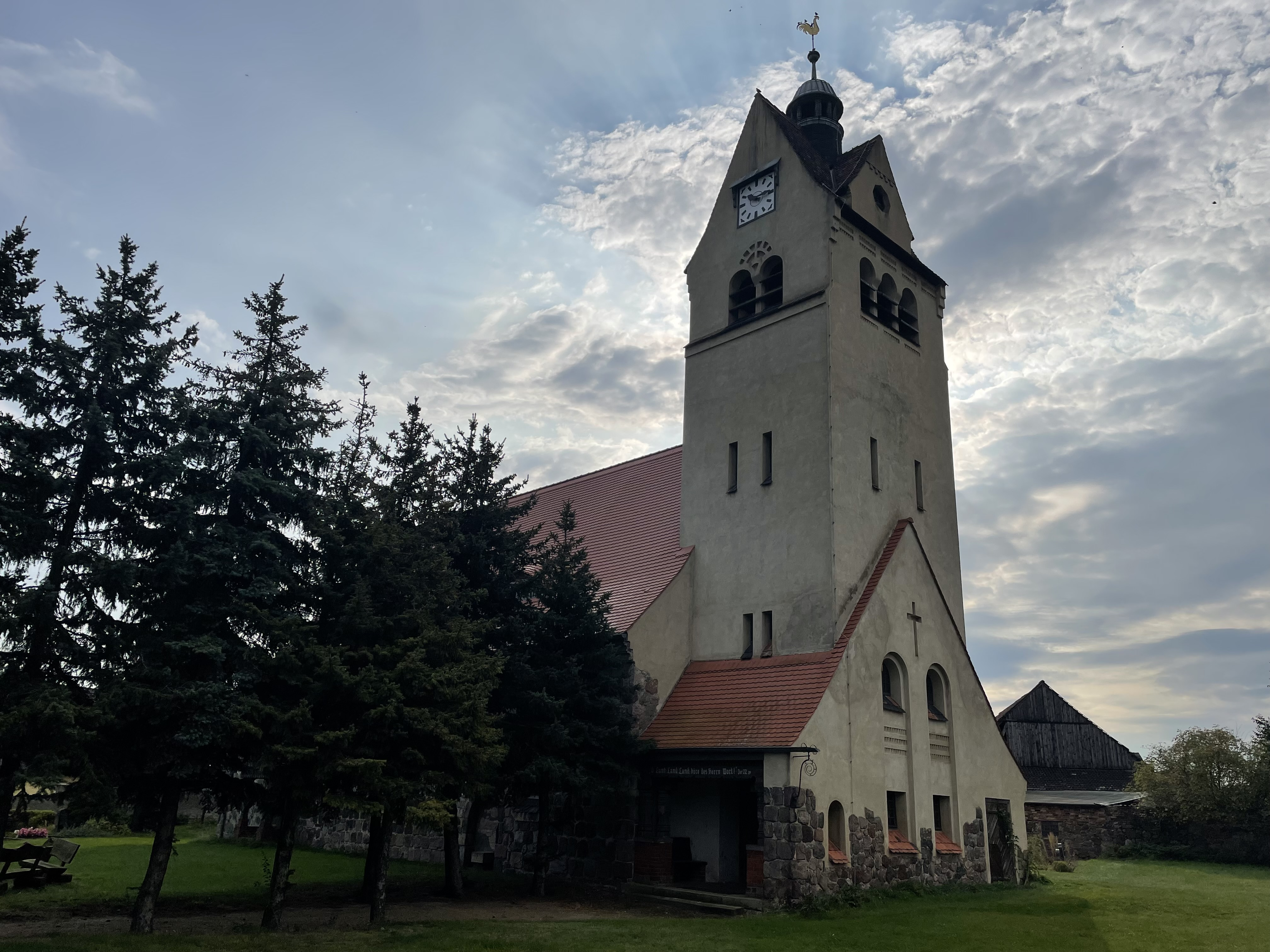
Ansicht von Nordwesten

Das Bauwerk entstand im Wesentlichen aus Feldsteinen, die anschließend verputzt wurden. Es ist allerdings denkbar, dass Teile auch aus Mauersteinen errichtet wurden. An der geraden Ostwand finden sich im unteren Bereich teilweise behauene und nur wenig lagig geschichtete Feldsteine. Der darüberliegende Teil ist verputzt. Dort befinden sich zur Nord- bzw. Südseite je ein kleines Rundbogenfenster, von denen das südliche in eine große, rundbogenförmige Blende eingefasst wurde. Der neugotische Giebel ist durch ein umlaufendes Gesims von der Ostwand getrennt und mit zahlreichen Blenden verziert.
Das Kirchenschiff hat einen rechteckigen Grundriss und ist rund 26,30 m lang und rund 9,80 m breit. An der Nordseite finden sich im unteren, westlichen Bereich eher behauene und lagig geschichtete Feldsteine, im östlichen sind sie weitgehend unbehauen, nur gespalten und nicht geschichtet. Oberhalb befindet sich ebenfalls ein Putz, der teilweise stark abgebröckelt ist. Im Bereich des früheren Chors ist ein rechteckiges Portal mit einem hölzernen Vordach, darüber ein kleines, gedrückt-segmentbogenförmiges Fenster. Nach Westen folgen drei deutlich größere, ebenfalls gedrückt-segmentbogenförmige Fenster, deren Laibung mit einem Putz nochmals betont wird. Zwischen den beiden westlich gelegenen Fenstern ist ein breites Rundbogenportal mit einem Feldsteingewände. Die Südwand besteht im unteren Viertel aus unbehauenen Feldsteinen, der darüberliegende Bereich ist verputzt. Dort befinden sich vier große, gedrückt-segmentbogenförmige Fenster. An der Südostecke ist ein kleiner, rechteckiger Anbau, der 3,00 m lang und 2,25 m breit ist. Er kann durch eine Tür von Westen her betreten werden. Das Schiff trägt ein schlichtes Satteldach mit je zwei Fledermausgauben.
Der Kirchturm hat einen querrechteckigen Grundriss und ist gegenüber dem Schiff eingezogen. Seine Ostwand sitzt auf der Westwand des Schiffes auf. Im unteren Bereich ist an der Südseite eine hölzerne Pforte, an der Nordseite ein Rundbogenfenster. Mittig sind zwei rundbogenförmige Blenden mit je einem rechteckigen Fenster im Erdgeschoss und einem darüberliegenden Rundbogenfenster. Darüber ist mittig ein gemauertes Kreuz, das in einen angedeuteten Giebel eingelassen wurde. An der Nord- und Südseite befinden sich Anbauten, die die halbe Schiffhöhe erreichen. An der Nordseite befindet sich der Hauptzugang zum Bauwerk. Er ist mit dem Spruch Jeremias verziert: „O Land, Land, Land, höre des Herrn Wort!“ (Jer 22,29 ). An der Südseite des Südanbaus sind drei schmale und gekuppelte Fenster in einem Rundbogen. Turm und Anbauten bestehen im unteren Bereich aus Feldsteinen, darüber aus Mauersteinen. An der Nord- und Südseite befinden sich im mittleren Bereich zwei schlitzförmige Fenster, gefolgt von zwei weiteren, ebenfalls schlitzförmigen Fenstern, die ein wenig weiter auseinanderstehen. Das Glockengeschoss ist an der Nord- und Südseite durch ein Gesims vom übrigen Baukörper abgetrennt. Dort sind an der Nord- und Südseite zwei, an der West- und Ostseite drei gekuppelte Klangarkaden, oberhalb an der Nord- und Südseite eine rechteckige Turmuhr. Das Satteldach besitzt auf der Ost- und Westseite je eine Gaube (auf der Ostseite mit einer Uhr); oberhalb auf dem Dachfirst erhebt sich ein Dachreiter mit Laterne und Schweifhaube.

## Ausstattung
Die Kirchenausstattung ist bauzeitlich und lehnt sich – so das Dehio-Handbuch – an barocke Formen an. Im Bauwerk steht unter anderem eine mittelalterliche, eisenbeschlagene Kastentruhe. Auf der Empore steht eine Orgel, die Alexander Schuke im Jahr 1913 schuf. Es handelt sich um das Opus 89 mit elf Registern, zwei Manualen und Pedal.
Vor der Nordwand des Kirchenschiffs erinnert ein Denkmal an die Gefallenen der Weltkriege.